# Jeff Ruland
Pour les articles homonymes, voir Ruland.
Jeffrey Alan Ruland (né le 16 décembre 1958 à  Bay Shore, New York) est un joueur puis entraîneur américain de basket-ball. Il est l'ancien entraîneur de Iona.

## Biographie
Évoluant au poste de pivot, Ruland, 2,10 m, joue à Sachem High School dans le Comté de Suffolk, New York, puis à Iona College.
Ruland est sélectionné par les Warriors de Golden State lors de la draft 1980 au 25e rang. Il n'intègre pas immédiatement les rangs de la NBA, jouant pour Barcelone durant une saison. Avant sa saison rookie, ses droits sont transférés par les Warriors aux Bullets de Washington, avec lesquels il joue cinq saisons avant de porter le maillot des 76ers de Philadelphie.
Intégrant les rangs des Bullets lors de la saison 1981-1982, Ruland évolue derrière Spencer Haywood. Partageant son temps de jeu entre les postes d'ailier fort et de pivot, Ruland montre de grandes capacités physiques et un bon tir à distance pour un joueur de sa taille. Il réussit 56 % de ses tirs et se situe parmi les joueurs les plus adroits de NBA. Ses 14 points et 9 rebonds en sortie de banc démontrent qu'il a les capacités pour avoir plus de temps de jeu. Les Bullets s'inclinent au second tour des playoffs face aux Celtics de Boston.
Ruland devient titulaire au poste d'ailier fort lors de la saison 1982-1983. Ses 55 % de réussite au tir et ses 11 rebonds par match le placent parmi les leaders de la ligue dans ces catégories. Sous les ordres de l'entraîneur Gene Shue, Ruland participe au NBA All-Star Game cette même année. Cependant, avec le même bilan que la saison précédente, les Bullets ne se qualifient pas pour les playoffs.
En 1984, Ruland inscrit 22 points et prend 4 passes décisives de moyenne par match. Il se classe 3e de NBA aux rebonds et 5e à la réussite au tir. L'équipe s'incline de nouveau face à Boston en playoffs. Ruland compilant 24 points, 13 rebonds, 8 passes décisives, 52 % de réussite aux tirs et 81 % aux lancer-francs lors de cette série.
La saison suivante, Ruland retrouve son poste de pivot. Ses statistiques demeurent les mêmes, mais il se casse le pied et ne dispute que 37 rencontres. Ruland joue avec des douleurs les playoffs, les Bullets s'inclinant face aux 76ers de Philadelphie.
Ses statistiques demeurent assez bonnes lors de la saison 1985-1986, mais il ne joue que 30 matchs, à cause de ses douleurs au pied. Lors des playoffs, les Bullets décident de commencer les matchs avec Manute Bol au poste de pivot. Ruland réalise 14 points et 5 passes décisives en sortie de banc, mais les Bullets s'inclinent de nouveau face à Philadelphia.
Transféré à Philadelphia 76ers la saison suivante, Ruland ne joue plus à son meilleur niveau.
Sa blessure au pied met donc fin à sa carrière NBA.
Cinq années plus tard, Ruland fait un comeback avec les Sixers, jouant 13 rencontres lors de la saison 1991-1992 avant de se blesser au tendon d'Achille en recevant sur la jambe une valise de la part d'un employé des Celtics de Boston à la sortie du Boston Garden. Il dispute de nouveau 11 rencontres avec les Pistons de Detroit la saison suivante avant d'arrêter définitivement sa carrière en janvier 1993.
Ruland devient par la suite entraîneur adjoint des 76ers sous la direction de Fred Carter lors de la saison 1993-1994. Il rejoint par la suite son ancienne université. Il est engagé par Iona le 21 mars 2007. Il mène les "Gaels" à trois saisons à plus de 20 victoires, trois titres de champion de la conférence "MAAC" et trois participations au tournoi final NCAA.
Le 16 juillet 2007, Ruland est engagé pour remplacer Michael Cooper en tant qu'entraîneur de l'équipe de NBA Development League des Albuquerque Thunderbirds.